# ادموند نتیاموآ
ادموند نتیاموآ (انگلیسی: Edmond N'Tiamoah؛ زادهٔ ۱ فوریهٔ ۱۹۸۱) بازیکن فوتبال اهل فرانسه است.
از باشگاه‌هایی که در آن بازی کرده‌است می‌توان به باشگاه فوتبال خزر لنکران، باشگاه فوتبال بازل، باشگاه فوتبال دیاربکرسپور، باشگاه فوتبال لوتسرن، و باشگاه فوتبال سروت ۱۸۹۰ اشاره کرد.